# بيتر راو
بيتر راو (بالإنجليزية: Peter Raw)‏ (و. 1922 – 1988 م) هو طيار أسترالي، ولد في كارنيغي ‏، ويحمل رتبة عسكرية عميد جوي ‏، توفي في ملبورن، عن عمر يناهز 66 عاماً.

## الخدمة العسكرية
خدم في القوات الجوية الملكية الأسترالية.

## جوائز
حصل على جوائز منها:
- نيشان الخدمة المتميزة  [لغات أخرى]‏
- Distinguished Flying Cross (United Kingdom) [الإنجليزية]‏
- صليب سلاح الجو  [لغات أخرى]‏